# Aihole
Aihole è una località archeologica dell'India (Stato del Karnataka, nel Distretto di Bagalkot) che sorge nelle vicinanze della città di Belgaum.
Particolarmente interessanti sono i suoi templi: il tempio di Lad Khan (ca. 450), con pianta quadrata e tetto piatto, è un tipico esempio dello stile gupta mentre quello di Durgā (sec. V), con pianta absidale, introduce le caratteristiche dell'architettura dei Calukya (secoli VI-VIII); tutti di epoca calukya sono i templi di Hacchimalagudi (sec. V), di Haccappyagudi (sec. VI), di Kontgudi (secoli VI-VII) e il tempio incompiuto, ma molto interessante, di Meguti (634).